# Richard Fuchs (Politiker, 1873)

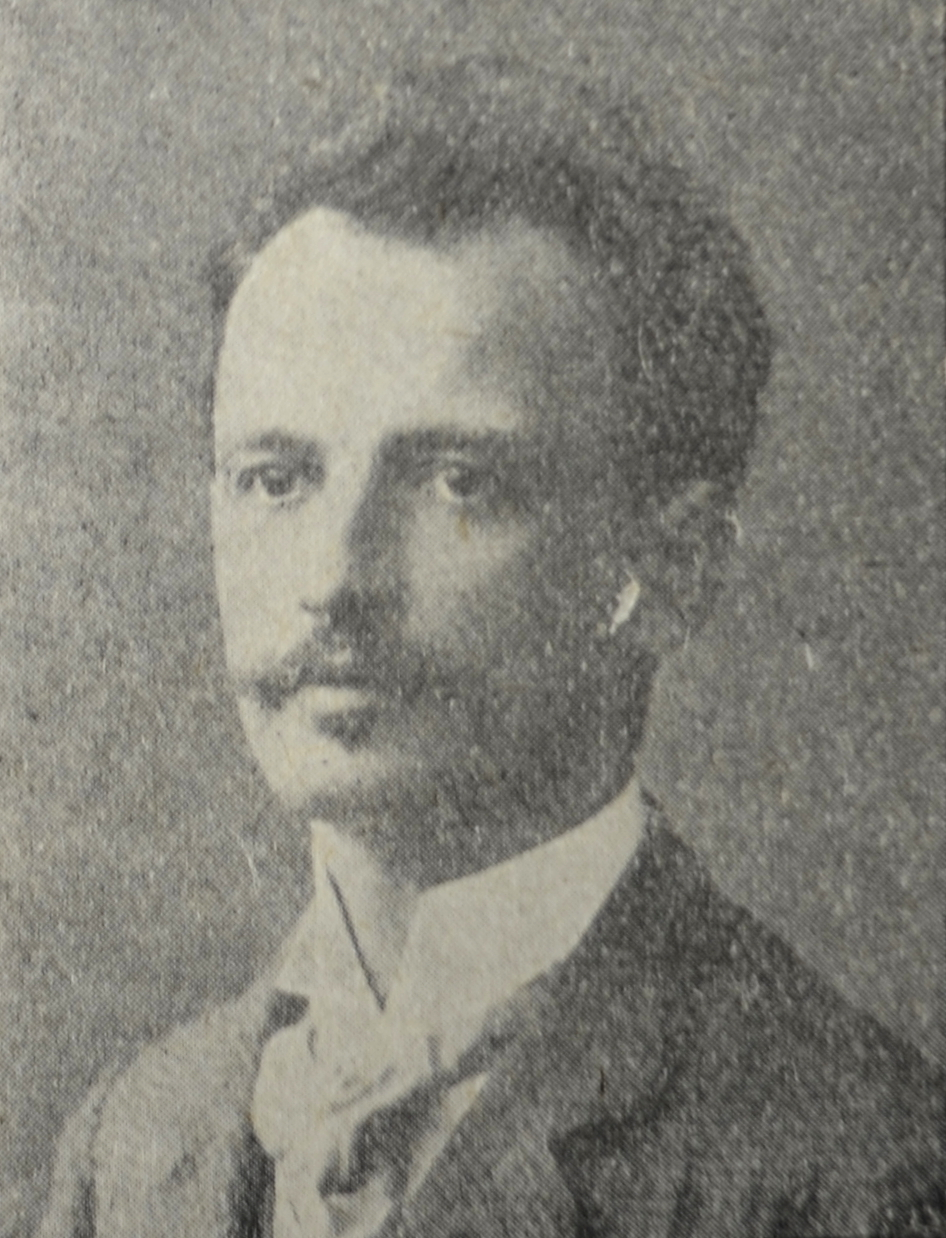
Richard Fuchs, 1911

Richard Fuchs (* 4. September 1873 in Wilsdruff; † 5. Oktober 1938 in Frankfurt am Main) war ein deutscher Holzbildhauer, Politiker und Mitglied des Deutschen Reichstags.

## Leben
Richard Fuchs, Sohn des Schmiedemeisters Moritz Fuchs, besuchte die erste Bürgerschule zu Wilsdruff und nach Schulentlassung die Fortbildungsschule. Er erlernte 3 ½ Jahre das Holzbildhauerhandwerk, durchreiste Mittel-, Nord- und Süddeutschland, arbeitete längere Zeit in Hannover, Verden, Speyer und zuletzt in Straßburg. Ab 1898 war er Vorstandsmitglied der Filiale des Bildhauerverbands in Straßburg.
Von Januar 1903 bis 1918 war er Beamter (=Angestellter) bei der Straßburger Ortskrankenkasse. Ab 1902 war er Mitglied des Schiltigheimer Gemeinderats, ab 1906 Mitglied der Unterelsässischen Bezirkstages und seit der Landtagswahl 1911 Mitglied der zweiten Kammer des Elsaß-Lothringischen Landtages.
Bei der Reichstagswahl 1907 trat er im Wahlkreis Elsaß-Lothringen 9 (Straßburg-Land) an erreichte aber mit 3.993 Stimmen nur den dritten Platz hinter Daniel Blumenthal (7.022 Stimmen) und Dionysius Will (8.967 Stimmen).
Von 1912 bis 1918 war er Mitglied des Deutschen Reichstags für den Wahlkreis Reichsland Elsaß-Lothringen 9 (Straßburg-Land) und die SPD.
Nach dem Ersten Weltkrieg und der Besetzung Elsaß-Lothringens durch Frankreich wurde er durch die neuen französischen Machthaber vor eine Commission de Triage geladen. Von dieser wurde er 1919 aus Elsaß-Lothringen ausgewiesen.
Von April 1920 bis 1933 bis zur Machtergreifung der Nationalsozialisten war er Angestellter des Zentralverbands der Angestellten in Frankfurt am Main.